# Harvissaari
Harvissaari är en ö i Finland. Den ligger i Könkämäälven och i kommunen Enontekis i den ekonomiska regionen  Fjäll-Lappland  och landskapet Lappland, i den norra delen av landet, 900 km norr om huvudstaden Helsingfors. Öns area är 14,9 hektar och dess största längd är 0,8 kilometer i sydöst-nordvästlig riktning.